# Sân bay Londrina
Sân bay Londrina (mã sân bay IATA: LDB, mã sân bay ICAO: SBLO) là một sân bay tọa lạc ở Londrina, Brasil. Năm 2013, sân bay này đã phục vụ 1.051.156 lượt khách.
Sân bay được đặt tên theo José Richa (1934-2003), cựu Thị trưởng thành phố Londrina, Thống đốc bang Paraná.
Sân bay đã được khánh thành vào năm 1936 nhưng chỉ trong năm 1956, đường băng đã trải nhựa. Năm 1958 một nhà ga mới đã được mở ra và năm 2000 sân bay này đã được cải tạo lớn và mở rộng.

## Hãng hàng không và tuyến bay
| Hãng hàng không         | Các điểm đến |
| ----------------------- | --- |
| Azul Brazilian Airlines | Belo Horizonte-Confins, Campinas, Campo Grande, Cascavel, Cuiabá, Curitiba, Foz do Iguaçu, Maringá, Porto Alegre, Presidente Prudente, Rio de Janeiro-Santos Dumont, São Paulo-Guarulhos |
| Gol Airlines            | Curitiba, Porto Alegre, Rio de Janeiro-Galeão, São Paulo-Congonhas, São Paulo-Guarulhos, Teresina                                                                                        |
| TAM Airlines            | Brasília, Campo Grande, Curitiba, Recife, São Paulo-Congonhas, São Paulo-Guarulhos |